# 마리아 카렌
마리야 카란(Марија Каран, 1982년 4월 29일 ~ )은 세르비아의 모델, 배우이다.
베오그라드에서 태어났다.

## 출연 작품
- 부거 레드 (2015년)
- 더 라이트: 악마는 있다 (2011년)
- 세드바 포 카림 (2010년)
- 테크노타이즈: 에디트와 나 (2009년) - 브로니 목소리 역
- 슬로보단 파드 (2004년)

### 텔레비전
- 캐주얼티 (2008)